# Mimoides thymbraeus
Mimoides thymbraeus är en fjärilsart som först beskrevs av Jean Baptiste Boisduval 1836.  Mimoides thymbraeus ingår i släktet Mimoides och familjen riddarfjärilar. Inga underarter finns listade i Catalogue of Life.